# Toolbox
Toolbox е солов албум на вокала на Deep Purple Иън Гилън, издаден през 1991 г.